# قاعدة التمريرة الخلفية

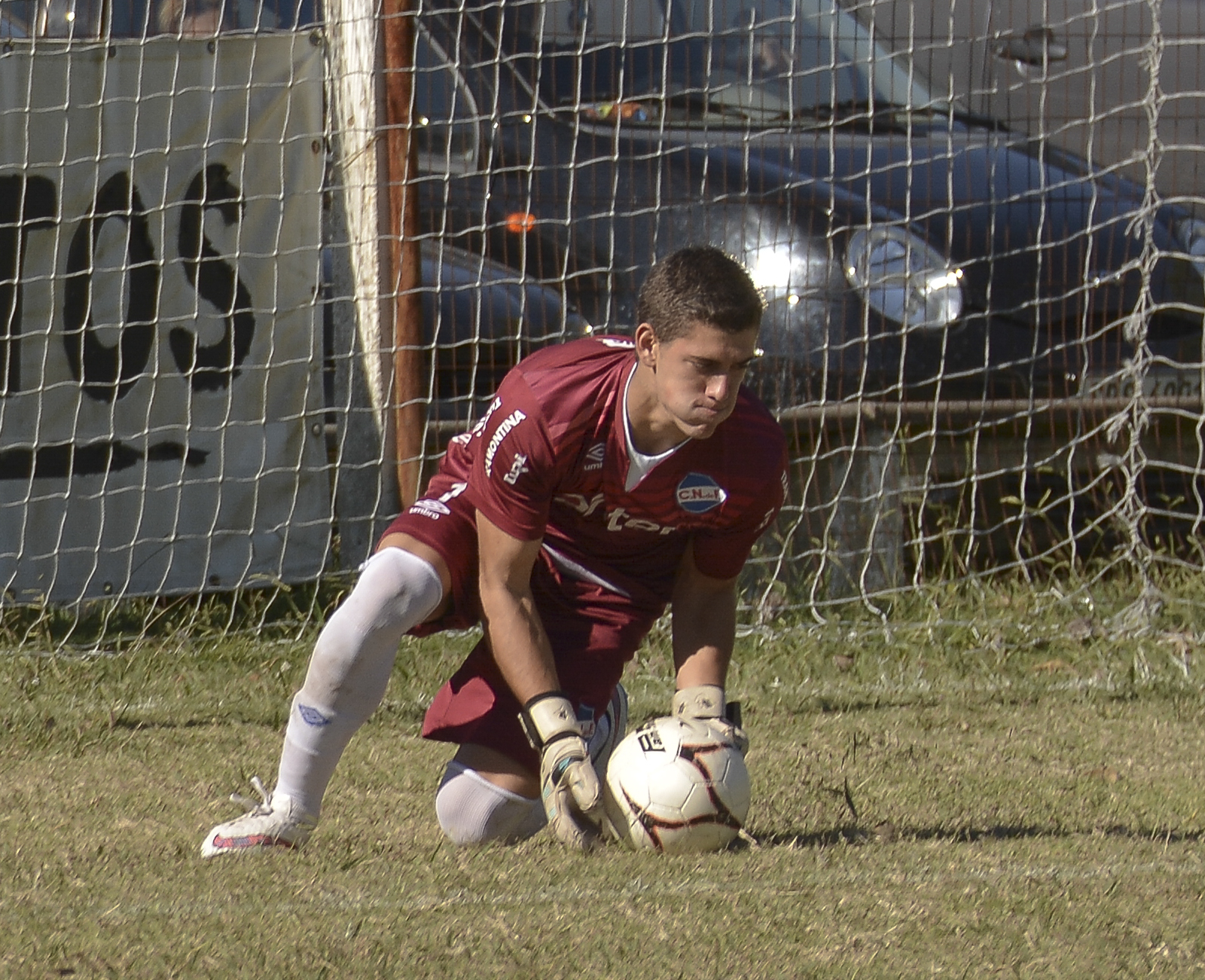

في كرة القدم، تمنع قاعدة التمريرة الخلفية حارس المرمى من إمساك الكرة بيديه عندما يتم تمرير الكرة إليه من قبل زميل له في الفريق بشكلٍ مُتعمد بواسطة القدم. يُوصف في القانون 12، في الفصل 2 من قوانين اللعبة.

## المخالفة
يسمح القانون لحراس المرمى بالإمساك بالكرة داخل منطقة الجزاء الخاصة به. ومع ذلك، فإن قاعدة التمريرة الخلفية تمنع حراس المرمى من الإمساك بالكرة بعد التمرير لهم عمداً من قبل زميل في الفريق، أو بعد تلقيها مباشرة من رمية تماس قام بها زميل في الفريق. يُسمح بالتمرير الخلفي بأجزاء من الجسم بخلاف القدم، مثل الرؤوس. ورُغم أن المصطلح يعني بالتمرير من الأمام إلى الخلف لكن لا يوجد شرط في القوانين يستوجب أن تكون الركلة أو الرمية إلى الخلف؛ إمساك الكرة من قبل حارس المرمى ممنوع بغض النظر عن اتجاه الكرة.
عقوبة المخالفة هي ركلة حرة غير مباشرة. يتم منحها من الموقع الذي حدث فيه التمرير ما لم تكن داخل منطقة الـ 6 ياردة، حيث يتم أخذ الركلة من النقطة على خط 6 ياردة الأقرب إلى نقطة المخالفة.

### التحايل على القاعدة
يُسمح لحراس المرمى بإمساك الكرة إذا تمت إعادة الكرة إليهم أثناء سير اللعب من خلال طريقة أخرى عدا الركل أو التمرير (كأن يضربها بالرأس أو بالصدر مثلًا)، ولكن لا يسمح للمدافعين بمحاولة استخدام الخدعة بشكلٍ مُتعمد لتمرير الكرة إلى حارس المرمى من جزء آخر من الجسم بخلاف القدم للتحايل على القاعدة، ويشمل هذا التحايل بأن يقوم اللاعب برفع الكرة بالقدم ثم ضربها بالرأس مرة أخرى إلى حارس المرمى، أو يمرر الكرة من خلال رأسه وهي على الأرض بحيث يمكن لعبها بالقدم.
إذا استخدم اللاعب مثل هذه الحيّل، فسيتم تحذيره بسبب السلوك غير الرياضي، ويتم منح الخصوم ركلة حرة غير مباشرة من حيث المكان الذي تم فيه تنفيذ الخدعة. بغض النظر عن ما إذا كان الحارس قد أمسك بالكرة لاحقًا أم لا.

## التاريخ
تم تقديم قاعدة التمريرة الخلفية في عام 1992، لتثبيط إضاعة الوقت واللعب الدفاعي غير المبرر حيث وُصفت بطولة كأس العالم 1990 بأنها مملة للغاية ومليئة بالتمريرات الخلفية حيثُ حراس المرمى يمسكون بالكرة. كانت أول المباريات التي تُلعب مع القاعدة الجديدة هي في دورة الألعاب الأولمبية الصيفية لعام 1992. أدت المباريات المبكرة مع القاعدة الجديدة إلى بعض الارتباك في الدفاعات؛ وبالفعل، فقد سقطت إيطاليا في المباراة الأولى من القانون الجديد وتمكنت الولايات المتحدة من التسجيل بعد أن حصلت على ركلة حرة غير مباشرة على بعد 15 ياردة من المرمى.
في عام 1997، تم التوسع في قاعدة التمريرة الخلفية لمنع حراس المرمى من الإمساك بالكرة عندما يتم تلقيها مباشرة من رمية تماس من قبل زميل في الفريق.
الهدف الذي سجله بايرن ميونخ من ركلة حرة غير مباشرة، تم منحه بسبب قاعدة التمريرة الخلفية في وقت متأخر في مباراة بينه وبين هامبورغ، كان حاسمًا في فوز بايرن في الدوري الألماني 2000–01.
تعتبر قاعدة التمريرة الخلفية واحدة من أكثر التغييرات شعبيةً ونجاحًا في اللعبة الحديثة. علاوةً على أنها منعت اللعب الممل والرتم البطيء، فقد تطلب الأمر أيضًا من حراس المرمى أن يصبحوا أكثر كفاءة في لعب الكرة بالقدم، وقد تم الاستشهاد به على أنه بداية لتطور «حارس المرمى» في المشاركة باللعب.